# ウインドミル (漫画)
『ウインドミル』は、橋口隆志による日本の漫画。『少年サンデー超増刊』（小学館）において1997年から2001年まで連載された。全44話。単行本は小学館（少年サンデーコミックス）から全11巻。

## 概要
ひょんなことからソフトボールに魅了された天才ボウラー広沢滝が埼玉光栄高校ソフトボール部に入部し、その才能を開花させるスポ根作品。

## あらすじ
叔母からの特訓を受け、ボウリングを得意としていた広沢滝は元オリンピックソフトボール競技日本代表の渡見と出会い、ソフトボールの魅力に取りつかれ埼玉光栄高校のソフトボール部に入部を決意する。
約20年前に全国優勝を果たした埼玉光栄高校ソフトボール部であったが、現在は人数も揃わず、部員達にも活気がなかった。練習をボイコットしていた美原、長野、剛森の 3人から強引に入部テストを受けさせられる羽目になった広沢だったが、居合わせたソフト部コーチ・西角の助言で投球法「ウインドミル」を習得し、美原を三振に打ち取る。
その才能とキャラクターによりチームは活気を取り戻し、インターハイ（'99岩手総体）へ向けての練習を始めた。

## 登場人物

### 埼玉光栄高校
広沢滝（ひろさわ たき）－ソフトボール部1年生。背番号3。ピッチャー。
類まれな才能を持った天才ピッチャー。元々は初めてから半年も経たないうちに頭角を表すほどにボウリングを得意としており、自分の名前と通ずる「ターキー」が好き。明示はないがピッチングでも同じ3連続ストライクで三振を取る傾向がある。1話で新太郎が居眠り運転の車に衝突しかけそうになるところを弾き飛ばすも、自らが衝突しそうになるが知香のボールが車に当たり九死に一生を得る。知香の練習場で「カ・イ・カ・ン」し、ソフトボール部の入部を決意。天来の素質を見せ、バッターからボールがブレて見える「滝ボール」を開発。それを更に改良し、「滝ボール・本気（まじ）」や「滝ボール・本気本気（まじまじ）」を編み出した。
いつの頃からか幼馴染みの新太郎が気になりだし、高校卒業前に新太郎との間に息子・錬太郎を授かることになる。
沢松新太郎（さわまつ しんたろう）－1年生。
広沢の幼馴染み。ストーリーの語り手でもある。シャイな性格で運動はからきしダメだが、根性はピカ一。なし崩し的に部のマネージャー的な役割となったが、正式な部員扱いなのかは不明。陰ながら広沢を支え続けた。
尼美田知代（にみだ ちよ）－ソフトボール部2年生。背番号2。キャッチャー。
チームの中で最も身長が低いが、複雑な動きに加えて球威のある「滝ボール」を根性で捕球する。広沢、美原と共に、後にシドニーオリンピックの日本代表選手に選ばれる。下級生である滝にも丁寧語で接するが、普段から誰にでも「ですの」で通している。
美原純（みはら じゅん）－ソフトボール部2年生。背番号9。サード。
少々粗暴な発言の多い問題児。ここ一番のときには力を発揮する3番打者。秘打・大阪冬の陣打法を得意とするが、実際は技の名を叫ぶだけで、ごく普通の打法。広沢、尼美田と共に、シドニーオリンピックの日本代表選手となる。大阪弁で話している。
沢松みどり（さわまつ みどり）－ソフトボール部2年生。背番号10。ショート。
新太郎の実姉で、ソフトボール部キャプテン。責任感が強く、2番打者として確実に走者を送るバントも得意。かつての名門光栄高校の復活を期して早くから滝をソフトボール部に誘う。かつて池山若菜の親友であった。
雛鞠桃子（ひなまり ももこ）－ソフトボール部員。背番号17。ライト。
ソフト部一の巨乳。胸が大きいことで他人から好奇の目で見られることに不快感を覚え、またその胸ではスポーツには向かないと考えていた彼女だったが、鈴木一美に誘われて入部することを決意。楽天的な性格。
鈴木一美（すずき かずみ）－ソフトボール部員。背番号15。センター。
男勝りな格好をしている通称「光栄高校のイチロー」。イチローを尊敬しており、打順も1番。背番号は15だが、51という数字（イチローの背番号）を上下逆にして付けている。雛鞠桃子の親友。かつては長髪だったが、雛鞠の万引きを庇って停学処分を受けた際に、停学期間を短くする意図で短髪にしたのだが、その効果は本人が考えた以上に絶大で処分取り消しとなった。
長野友世（ながの ともよ）－背番号5。ファースト。
美原や剛森と共に練習をボイコットしていた。作中では過去のエピソードなどが一切記されていない日陰の存在。
剛森花憐（つよもり かれん）－背番号22。レフト。
幼い弟と妹を支えながら生活している苦労人。ソフト部一のパワーヒッターで不動の4番。
志茂田博江（しもだ ひろえ）－背番号16。セカンド。
唯一のめがねっ娘。寡黙で協調性にも乏しいが、的確なフィールディングでチームを支える。紅蓮高校との対戦ではビーンボールを投げたピッチャーを睨み付け、叫び声を上げながら打ち返すという意外な場面もあった。
渡辺大造（わたなべ たいぞう）－光栄高校教師、ソフトボール部顧問兼監督。背番号30。
19年前に光栄高校を全国優勝に導いた名監督。しかし、優勝と引き換えに当時のエースであった風間（滝の母親）が肘を壊したことを自分のせいだと思い悩んでいる。
西角（にしかど）－光栄高校教師、ソフトボール部コーチ。背番号31。
冷静沈着で中性的な魅力を持つ女性教師。年齢は26歳。インターハイ中に宿泊していた旅館のマネージャー・幸田昌史と交流を深めていたが、物語終盤での結婚相手が彼であるかどうかは不明。

### 高見沢高校
池山若菜（いけやま わかな）－ソフトボール部員。背番号7。ピッチャー。
沢松みどりの友人で、かつては共に光栄高校ソフトボール部に所属し、19年前の全国優勝を再現するという野望を抱いていたが、チームから頼られることの重圧に耐えられずに退部。群馬県の高見沢高校からのスカウトに応じて転校し、頼られることのない、馴れ合いのないチームの雰囲気に次第に感化されていった。
後に広沢や美原らと共にオリンピック日本代表選手に選ばれ、滝ボールを超える魔球「ライザーフェニックス」を編み出す。
安藤希梨（あんどう きり）－ソフトボール部員。背番号24。補欠。
池山若菜が高見沢高校に転校してきて最初に出来た友人。中学の頃はピッチャーを務めていた。高見沢高校へはスカウトではなく元々在籍していた生徒。

### 城南大附属
山田久子（やまだ ひさこ）－ソフトボール部員。背番号11。ピッチャー。
通称「パーフェクトエース」と呼ばれる超高校級ピッチャー。幼い頃は少年野球チーム「サンダース」に入って活躍していたが、女性が野球を続けることに限界を感じ、ソフトボールに転向。ソフトボールを野球の出来ない人間のやる亜流なものと考え、見下していたが、光栄高校との試合を通じて自分の求めていたものをソフトボールの中に見出した。
この時はオリンピック代表選手に最も近い存在とされていたが、後のオリンピック編では登場していない。

### 星影女子
影ノ宮琴音（かげのみや ことね）－ソフトボール部員。背番号1。ピッチャー。
山田久子と並び称された天才ピッチャーで、インターハイ常連校である星影女子のエースを務めるが、インターハイ県予選準決勝で戸板高校に破れる。

### その他
渡見知香（わたみ ちか）
1話で新太郎が横断歩道を渡る時に居眠り運転の車が接近するのを察知し、ボールを車に当てて衝突を回避したOL。新太郎と滝から命の恩人と慕われ、勤め先の「月光誘電 埼玉営業所」へ出向くと、女子ソフトボール部の実業団所属でアトランタオリンピック出場候補であったことが明かされる。